# Peter Campus
Peter Campus, né en 1937 à New York, est un photographe américain, l'un des artistes américains les plus importants des années 70 et un éminent représentant de l'art vidéo.

## Biographie
Peter Campus aborde très jeune la peinture puis la photographie, médium qu'il n'abandonnera jamais. D'abord formé à l'étude de la psychologie expérimentale, il poursuit des études de cinéma à New York. Tour à tour producteur pour la télévision, monteur free-lance, il décide de devenir réalisateur de film, projet qui se conclut par un unique essai conçu en 1966 Dark Light. De 1968 à 1970, Peter Campus aborde le monde de l'art en étant assistant à la réalisation de films pour Joan Jonas ou Charles Ross.
Il commence à travailler avec la vidéo en 1971 à l'aide d'un Portapac avec lequel il réalise ses deux premières bandes "Dynamic Field Series" et "Double Vision". La vidéo "Three Transitions", une de ses œuvres les plus emblématiques et d'une importance capitale pour ce jeune art, a été réalisée en 1973 et est composé de trois parties. Il y explore les possibilités créatives de la vidéo dans le but de représenter les transformations du moi intérieur et extérieur. Dans la première séquence, Campus filme des deux côtés d’un écran de papier invisible comment il le traverse d’un pas. Il paraît se donner un coup de couteau dans le dos, de rentrer dans son corps à travers l’incision et d'en ressortir par l’autre côté. Dans le deuxième film, l’artiste utilise la technique de l'incrustation vidéo ou du « blue screen » : il se maquille avec de la pâte (bleue) le visage, sur lequel est projeté son portrait animé. Ainsi, Peter Campus ne se cache pas derrière un masque figé, mais derrière son propre faciès projeté sur ce maquillage. Enfin, dans la troisième transformation, il enflamme une feuille de papier sur laquelle on peut voir son visage animé comme en train de se miroiter et par conséquent, de brûler.
Aujourd'hui Peter Campus explore les potentialités de l'ordinateur, utilisant des logiciels grand public. Il réalise des photographies altérées.

## Filmographie (sélection)
- edge of the ocean, 2003
- el viejo, 2004
- time's friction, 2004
- kathleen in grey, 2004
- baruch the blessed, 2004
- Video Ergo Sum: divide, 1999
- Video Ergo Sum: dream, 1999
- R-G-B, 1974
- Three Transitions, 1973
- Interface, 1972
- Double Vision, 1971